# Amphoe Tak Bai
Amphoe Tak Bai (thailändisch อำเภอ ตากใบ) ist ein Landkreis (Amphoe – Verwaltungs-Distrikt) im Osten der  Provinz Narathiwat. Die Provinz Narathiwat liegt im Südosten der Südthailand von Thailand an der Landesgrenze nach Malaysia.

## Geographie
Benachbarte Landkreise und Gebiete sind (von Südwesten im Uhrzeigersinn): die Amphoe Su-ngai Kolok, Su-ngai Padi, Cho-airong und Mueang Narathiwat der Provinz Narathiwat. Im Osten liegt der Golf von Thailand, im Südosten der Staat Kelantan von Malaysia.
Die Insel Ko Yao kann durch eine 345 m lange Brücke über den Fluss Tak Bai erreicht werden, die am Markt von Tak Bai beginnt. Die Insel selbst ist auf der Ostseite besonders schön, wo ein langer weißer Sandstrand zum Baden einlädt. Die meisten Einwohner sind muslimische Fischer, die in einfachen Hütten auf Kokos-Plantagen wohnen.
Ein Grenzübertritt nach Malaysia ist zwischen Pengkalan Kubur (Malaysia) und Taba (Thailand) möglich.

## Geschichte
Im Anglo-Siamesischen Vertrag von 1909 (Anglo-Siamese Treaty of 1909) zwischen Großbritannien und Siam (heute Thailand) wurde vereinbart, dass die Grenze zwischen British Malaya und Siam der Golok-Fluss am Wat Chonthara Sing-he (วัดชลธาราสิงเห) sein sollte.
Der Landkreis Tak Bai wurde am 12. August 1909 eingerichtet.

### Der Tak-Bai-Zwischenfall
Am 25. Oktober 2004 war Tak Bai Schauplatz eines blutigen Zwischenfalls im Rahmen des Konflikts zwischen muslimischen Separatisten und dem thailändischen Staat. Dabei kamen 86 Muslime ums Leben. Verschiedene Polizeieinheiten wurden mobilisiert, um eine Demonstration vor der örtlichen Polizeistation aufzulösen. Die Menschen protestierten gegen die Verhaftung von sechs Inhaftierten, die angeblich Aufständische mit Waffen versorgt haben sollen. Die Demonstranten warfen Steine und versuchten die Polizeistation zu stürmen, worauf die Sicherheitskräfte Tränengas einsetzten. Acht Menschen wurden am Ort des Geschehens erschossen, weitere 78 erstickten oder wurden während des Transportes in ein Gefangenenlager erdrückt. Etwa 1200 Menschen wurden mehrere Tage lang in Militärgewahrsam genommen, ohne ausreichende medizinische Behandlung zu bekommen. Als Folge litten mehrere Personen an schwerwiegenden Verletzungen, die Amputationen nach sich zogen.
Bisher wurde kein Sicherheitspersonal in Verbindung mit den Geschehnissen zur Verantwortung gezogen, aber 58 muslimische Demonstranten wegen Vergehen verurteilt. Eine von der Regierung eingesetzte Kommission, unter Führung des Ombudsmannes Pichet Soontornpiphit, stellte am 17. Dezember 2004 fest, dass die Methoden, die zur Auflösung des Protestes führten, international bewährter Praxis widersprachen. Der Einsatz von Schusswaffen und Rekruten, die keine ausreichende Erfahrung für solche Einsätze hatten, war ungeeignet. Die Kommission stellte weiterhin fest, dass die militärischen Vorgesetzten versagt hatten, den Transport der Gefangenen zu leiten und diese Aufgabe nicht geeignetem Personal überließen. 
Thailändische Behörden zahlten später eine Entschädigung an einige Opfer und deren Familien.

## Ausbildung
Im Amphoe Tak Bai befindet sich eine Außenstelle der Princess of Naradhiwas-Universität.

## Verwaltung

### Provinzverwaltung
Amphoe Tak Bai ist in acht Unterbezirke (Tambon) eingeteilt, welche weiter in 55 Dorfgemeinschaften (Muban) unterteilt sind. 
| Nr. | Name            | Thai      | Muban | Einw.  |
| --- | --------------- | --------- | ----- | ------ |
| 1.  | Chehe           | เจ๊ะเห     | 08    | 19.969 |
| 2.  | Phraiwan        | ไพรวัน     | 10    | 09.071 |
| 3.  | Phron           | พร่อน      | 06    | 04.489 |
| 4.  | Sala Mai        | ศาลาใหม่   | 08    | 09.396 |
| 5.  | Bang Khun Thong | บางขุนทอง  | 06    | 05.210 |
| 6.  | Ko Sathon       | เกาะสะท้อน | 09    | 09.651 |
| 7.  | Na Nak          | นานาค     | 04    | 04.641 |
| 8.  | Khosit          | โฆษิต      | 05    | 06.768 |

### Lokalverwaltung
Tak Bai (เทศบาลตำบลตากใบ) ist eine Stadt (Thesaban Mueang) im Landkreis, sie besteht aus Teilen des Tambon Che He.
Außerdem gibt es sieben „Tambon-Verwaltungsorganisationen“ (TAO, องค์การบริหารส่วนตำบล) für die Tambon oder die Teile von Tambon im Landkreis, die zu keiner Stadt gehören.